# Gustavo Yankelevich
Felipe Gustavo Yankelevich (Argentina; 7 de diciembre de 1949) es un productor de televisión y empresario argentino.

## Biografía
Realizó sus estudios secundarios en el Colegio Nacional Juan Martín De Pueyrredón, del barrio porteño de San Telmo.

### Vida personal
Es hijo de Samuel Yankelevich y nieto de Jaime Yankelevich, pionero de la radio y la televisión de Argentina.  En 1973 se casó con la actriz y productora Cris Morena y tuvieron dos hijos: Romina Yan (f.), actriz y cantante, y Tomás Yankelevich, director y productor. En 1997 se divorciaron.

### Carrera en televisión
En 1988, Yankelevich asumió como gerente de programación de Canal 11. En 1990, luego de ser privatizada la emisora, que pasó a llamarse Telefe, continuó como su director artístico hasta 1999. Durante su gestión logró posicionar al canal en el primer puesto de audiencia de la televisión argentina. 
En 1990, poco antes del estreno de Videomatch, en ese momento programa deportivo y de tintes humorísticos, Gustavo eligió como conductor al entonces locutor de radio, periodista deportivo, relator de fútbol y expanelista del programa Badía y compañía, Marcelo Tinelli, quien aceptó un día antes de su estreno. 
En 2000, al dejar Telefe, fundó su propia productora RGB Entertainment junto a Víctor González. Se consolidó como una de las productoras más influyentes de América Latina, con contenido televisivo, teatral, cinematográfico, musical y de entretenimiento que se distribuye en países como Argentina, Brasil, México, España, Chile, Uruguay, Paraguay, Venezuela e Israel. Entre sus producciones más emblemáticas están Popstars, Rebelde Way, Floricienta, Casi Ángeles, Amor mío, Chiquititas (2006), Jake & Blake, Supertorpe y Floricienta animada; contenidos emitidos por canales como Telefe, Canal 9, Disney Channel, Discovery Kids y Fox Sports.
En 2011 fue homenajeado en la entrega de los premios Martín Fierro donde le entregaron una placa en honor a él y a su abuelo, que fundó la televisión argentina, y también homenajeando a su hija Romina Yan.
En 2016 asumió la gerencia de programación del canal Monte Carlo TV de Uruguay hasta mayo de 2017 cuando se desvinculó del canal en medio de bajos resultados de rating.

## Trayectoria
1. 1984 - Mesa de noticias - Productor ejecutivo.
2. 2003 - Escalera a la fama - Productor ejecutivo.
3. 2003 - Vivir Intentando (película) - Productor.
4. 2003 - Abre tus ojos - Productor.
5. 2007/2008 - Susana Giménez - Productor.
6. 2016 - Montecarlo TV - Gerente de programación.